# مرهم (فیلم)
مرهم فیلمی ایرانی به کارگردانی، نویسندگی و تهیه‌کنندگی علیرضا داوودنژاد محصول سال ۱۳۸۹ است. در این فیلم خانواده داوودنژاد از جمله احترام‌السادات حبیبیان، رضا داوودنژاد، محمدرضا داوودنژاد، علی داوودنژاد و فاطمه داوودنژاد به ایفای نقش پرداخته‌اند.

## خلاصه داستان
احترام پیرزن متمولی است که همراه با نوه اش رضا که والدینش در خارج از ایران زندگی می‌کنند، در ویلایی بزرگ در متل قو زندگی می‌کند. احترام تعدادی ویلا در شمال دارد که آنها را اجاره می‌دهد و پیشکار دغلی به نام معمار دارد که با سرمایه او به ویلاسازی مشغول است. احترام خواهر بزرگتری به نام اشرف سادات دارد که ساکن تهران است و سالهاست با او قهر است و طبعاً بی‌خبر. یک روز اشرف سادات بدون اطلاع قبلی نزد احترام می‌آید. او در واقع به شمال آمده تا نوه اش مریم را که به شیشه معتاد است و از خانه فرار کرده، پیدا کند.

## جوایز
برنده دیپلم افتخار از سوی پنجمین جشن منتقدان برای طناز طباطبایی.
کبری حسن‌زاده اصفهانی، مادربزرگ و بازیگر فیلم علیرضا داوود نژاد، نیز جایزه بهترین بازیگر زن را در بخش مهر آسیا و آفریقای جشنواره بین‌المللی فیلم دبی به خاطر بازی در فیلم مرهم، دریافت کرد.

## نزد دیگران
بهرام بیضایی به علیرضا داوودنژاد چنین نوشت: «خوشحالم که مرهم را به لطف تو دیده‌ام و به آن چنان نزدیکم که گویی از راه دور میان تماشاگران آن در تهران نشسته‌ام. حالا همه می‌دانند که تو همیشه می‌توانسته‌ای مرهم یا بهتر از آن را بسازی، اگر سینمای مستقل ایرانی را اندکی امنیت مالی بود. در نبودِ شرایط یکسان برای سینمای پشتیبانی شده و سینمای مستقل، ساختن مرهم خطر است و این خطری است که تو و هر فیلمساز مستقل دیگری به آن دست می‌زنید. زخمهای بسیاری هست که نیازمند مرهم است.»